# Тененку
Тененку (фр. Ténenkou) — небольшой город в центральной части Мали, в области Мопти.

## География
Расположен в 90 км к западу от административного центра области, города Мопти, на высоте 275 м над уровнем моря.

## Население
По данным на 2013 год численность населения города составляла 9074 человека. Население коммуны Тененку по данным на 2009 год составляет 11 310 человек.
Динамика численности населения города по годам:
| 1998  | 2013  |
| ----- | ----- |
| 7 140 | 9 074 |